# Hoplia cretacea
Hoplia cretacea är en skalbaggsart som beskrevs av Bates 1887. Hoplia cretacea ingår i släktet Hoplia och familjen Melolonthidae. Inga underarter finns listade i Catalogue of Life.